# ...But Seriously
| 전문가 평가         | 전문가 평가 |
| 평가 점수           | 평가 점수   |
| 출처                | 점수        |
| ------------------- | ----------- |
| AllMusic            | [ 2 ]       |
| New Musical Express | 6/10        |
| Rolling Stone       | [ 4 ]       |

《...But Seriously》는 영국의 드러머이자 싱어송라이터인 필 콜린스의 네 번째 솔로 스튜디오 음반이다. 1989년 11월 24일, 미국에서 애틀랜틱 레코드에 의해, 영국에서는 버진 레코드에 의해 1989년 11월 20일에 발매되었다. 1987년, 콜린스가 록 밴드 제네시스와 투어 약속을 마친 후, 이 그룹은 4년간의 공백기에 접어들었고, 이 기간 동안 콜린스는 장편 영화 《도둑과 아내》 (1988년)에 출연했다. 1989년 봄까지 콜린스는 이전의 댄스 지향 음반인 《No Jacket Required》 (1985년)와 반대로 사회 경제적, 정치적 문제와 같은 더 심각한 서정적 주제를 다루는 새로운 솔로 음반을 위한 자료를 썼다.
《...But Seriously》는 영국과 미국에서 각각 15주와 4주 연속 1위에 오르며 전 세계적으로 큰 상업적 성공을 거두었다. 이 음반은 1990년 영국에서 가장 많이 팔린 음반으로, 결국 영국에서 275만 장, 미국에서 400만 장이 팔렸다. 리드 싱글인 〈Another Day in Paradise〉는 그래미 어워드 올해의 레코드상을 수상했다. 콜린스는 1990년에 Seriously, Live! World Tour와 함께 이 음반을 지원했다. 2016년, 이 음반은 추가 스튜디오, 라이브, 데모 트랙과 업데이트된 커버 아트로 리마스터드되었다.

## 배경
1987년 7월, 콜린스는 밴드 제네시스와의 투어 약속을 끝내고 솔로 활동을 재개했다. 그는 이전 솔로 음반 《No Jacket Required》 (1985년)와 제네시스의 《Invisible Touch》 (1986년)로 일련의 히트 싱글을 기록했으며, 이 시기는 곡들이 수신한 라디오 방송의 양이 많기 때문에 "지난침의 심각한 위험"이라고 인식했다. 이에 맞서기 위해 콜린스는 음악으로부터 1년간 휴식을 취했고 대열차강도를 바탕으로 한 로맨틱 코미디 영화인 《도둑과 아내》 (1988년)의 주연을 수락했다. 콜린스는 사운드트랙을 위해 〈Two Hearts〉와 〈A Groovy Kind of Love〉를 녹음했는데, 이는 사람들이 그의 노래가 "아주, 아주 가볍고, 제가 온 곳은 거기가 아니었다"다고 생각하게 만들었다. 그가 다음 솔로 음반 작업을 시작했을 때 콜린스는 《No Jacket Required》에 대한 댄스 지향적인 접근법보다 가사와 노래에서 더 심각한 문제를 더 깊이 있게 다루면서 스타일을 의도적으로 바꾸었다. 음악의 일부는 1978년까지 거슬러 올라간다.

## 제작
《...But Seriously》는 1989년 4월에서 10월 사이에 서리주 치딩폴드의 더 팜과 캘리포니아주 로스앤젤레스의 A&M 스튜디오에서 녹음되었다. 그것은 이전의 솔로 음반과 제네시스와 함께 10년 동안 작업했던 콜린스와 휴 패덤에 의해 제작되었다. 이 음반은 콜린스가 드럼 머신을 더 많이 사용한 《No Jacket Required》와 대조적으로 라이브 드럼 키트를 사용하는 것을 보았다. 그는 또한 키보드와 전기 피아노를 눈에 띄게 사용했고 합성기를 더 적게 사용했다. 콜린스는 제네시스를 포함한 그의 이전 음반이 하모니저와 에코의 사용을 포함했기 때문에 음반에 대한 보컬 효과에 의존하지 않기로 의식적으로 결정했고 그는 이것을 그의 노래에 대한 인식된 단점을 숨기는 방법으로 돌아보았다. 결국, 슬랩 에코 효과를 위한 소량의 잔향과 지연이 사용되었다.
콜린스는 음반 이름을 짓는 데 어려움을 겪었다. 콜린스가 대중에게 미칠 수 있는 사업이나 기업의 잠재적 의미에 반대하기로 결정하기 전에 초기 제목은 《Serious Business》였다. 제목에서 알 수 있듯이, 이 음반은 콜린스의 이전 작품의 가벼운 톤에서 속도를 바꾼 것이다. 콜린스는 사회경제적, 정치적 주제에 대한 탐구로 그의 초점을 넓혔다. 세련된 스튜디오 제작의 이면에는 감정적인 혼란이 있으며 많은 곡들이 모호하지 않고 우울하게 공개된다. 정치적 주제를 도입하면서도 《...But Seriously》는 관계라는 주제를 버리지 않는다. 그러나 그의 초기 작품들과는 달리, 콜린스는 그의 삶에서 관계를 볼 때 더 성숙하고 성찰적인 접근을 취한다.
이전 음반과 마찬가지로 콜린스는 "그것은 모두 개인적인 진술의 일부"이기 때문에 슬리브 노트를 손으로 작성했다. 단, 《No Jacket Required》는 예외였다. 그는 1989년 11월 음반의 유럽 언론 여행에서 귀향에 대한 〈Another Day in Paradise〉 싱글에 텍스트를 썼다.

## 곡 목록
모든 곡들은 특별한 언급이 없는 한 필 콜린스에 의해 작사/작곡하였다.
| #   | 제목                                        | 작사·작곡               | 재생 시간 |
| --- | ------------------------------------------- | ----------------------- | --------- |
| 1.  | 〈Hang in Long Enough〉                     |                         | 4:44      |
| 2.  | 〈That's Just the Way It Is〉               |                         | 5:20      |
| 3.  | 〈Do You Remember?〉                        |                         | 4:36      |
| 4.  | 〈Something Happened on the Way to Heaven〉 | 콜린스, 데릴 슈투에르머 | 4:52      |
| 5.  | 〈Colours〉                                 |                         | 8:51      |
| 6.  | 〈I Wish It Would Rain Down〉               |                         | 5:28      |
| 7.  | 〈Another Day in Paradise〉                 |                         | 5:22      |
| 8.  | 〈Heat on the Street〉                      |                         | 3:51      |
| 9.  | 〈All of My Life〉                          |                         | 5:36      |
| 10. | 〈Saturday Night and Sunday Morning〉       | 콜린스, 토머스 워싱턴   | 1:26      |
| 11. | 〈Father to Son〉                           |                         | 3:28      |
| 12. | 〈Find a Way to My Heart〉                  |                         | 6:08      |

## 인증
| 국가                                                  | 인증        | 판매량/출하량 |
| ----------------------------------------------------- | ----------- | ------------- |
| 아르헨티나 (CAPIF)                                    | 3× 플래티넘 | 180,000^      |
| 오스트레일리아 (ARIA)                                 | 5× 플래티넘 | 350,000^      |
| 오스트리아 (IFPI 오스트리아)                          | 2× 플래티넘 | 100,000*      |
| 벨기에 (BEA)                                          | 2× 플래티넘 | 100,000*      |
| 브라질 (Pro-Música Brasil)                            | 골드        | 100,000*      |
| 캐나다 (뮤직 캐나다)                                  | 7× 플래티넘 | 700,000^      |
| 덴마크 (IFPI Danmark)                                 | 2× 플래티넘 | 160,000^      |
| 핀란드 (Musiikkituottajat)                            | 플래티넘    | 74,715        |
| 프랑스 (SNEP)                                         | 다이아몬드  | 1,000,000*    |
| 독일 (BVMI)                                           | 6× 플래티넘 | 3,000,000^    |
| 홍콩 (IFPI 홍콩)                                      | 플래티넘    | 20,000*       |
| 이탈리아 (FIMI)                                       | 3× 플래티넘 | 750,000       |
| 일본 (RIAJ)                                           | 플래티넘    | 200,000^      |
| 네덜란드 (NVPI)                                       | 2× 플래티넘 | 400,000       |
| 노르웨이 (IFPI 노르웨이)                              | 플래티넘    | 50,000*       |
| 뉴질랜드 (RMNZ)                                       | 플래티넘    | 15,000^       |
| 포르투갈 (AFP)                                        | 2× 플래티넘 | 80,000^       |
| 남아프리카 공화국                                     | —           | 300,000       |
| 스페인 (PROMUSICAE)                                   | 7× 플래티넘 | 750,000       |
| 스웨덴 (GLF)                                          | 골드        | 50,000^       |
| 스위스 (IFPI 스위스)                                  | 5× 플래티넘 | 250,000^      |
| 영국 (BPI)                                            | 9× 플래티넘 | 2,750,000     |
| 미국 (RIAA)                                           | 4× 플래티넘 | 4,000,000^    |
| *판매량을 기반으로 한 인증 ^출하량을 기반으로 한 인증 |             |               |

## 같이 보기
- 독일에서 가장 많이 팔린 음반 목록
- 영국에서 가장 많이 팔린 음반 목록